# Csucsou (Hunan)
Csucsou (egyszerűsített kínai írással: 株洲, pinjin: Zhūzhōu) prefektúra szintű város Kínában, Hunan tartományban. Lakosainak száma 3 902 738 fő (2020).

## Népesség
| 2018 | 4 020 800 |
| 2020 | 3 902 738 |

## Testvérvárosok
- Érd
- Fredrikstad
- Nha Trang
- Pietermaritzburg
- Pocheon
- Sumqayit